# NK Osijek II
El NK Osijek II fue el equipo filial del club de fútbol Nogometni Klub Osijek. Fue disuelto luego de finalizada la temporada 2021-22, en la que disputó la Segunda Liga de Croacia.